# Marianne Florman
Marianne Florman (Frederiksberg, 1 de junho de 1964) é uma ex-handebolista profissional dinamarquesa, campeã olímpica.
Marianne Florman fez parte do elenco medalha de ouro, de Atlanta 1996.